# Río Rufabgo
El río Rufabgo (en ruso: Большой Руфабго que en adigué significa «loco, terco») es un río de la república de Adiguesia, afluente por la izquierda del Bélaya, de la cuenca hidrográfica del río Kubán.

## Curso

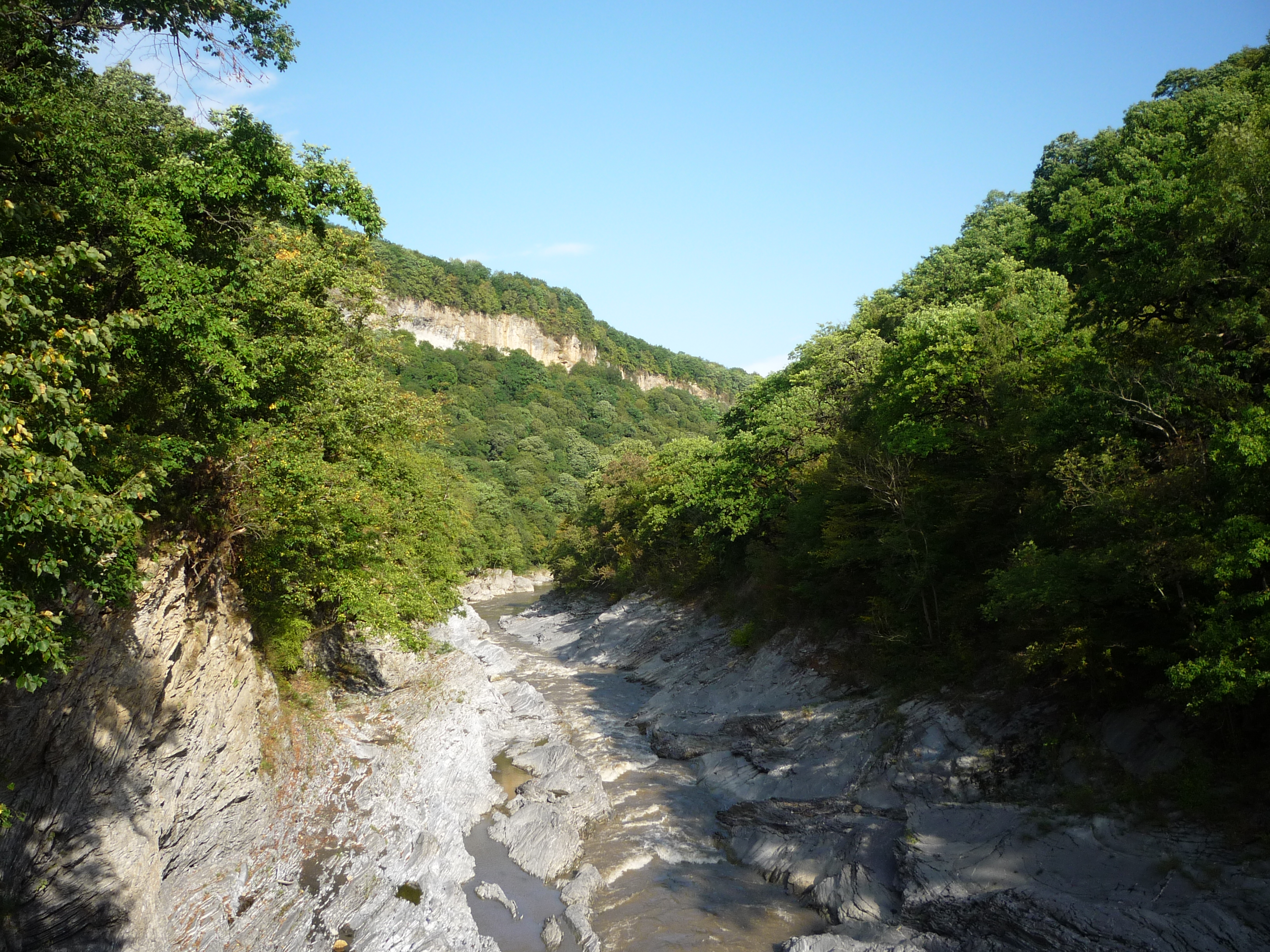
Río Belaya en su confluencia con el Rufabgo.

Nace en la vertiente norte del monte Azish-tau. Es conocido por la variedad de rocas y las 12 cascadas, diversas entre sí en forma y dimensiones.
Tres kilómetros por encima de la desembocadura del río se encontraron restos del Paleolítico y la Baja Edad Media.
En el desfiladero por el que corre el río, crecen las hayas.